# Torben Blech
Torben Blech (* 12. Februar 1995 in Siegen) ist ein deutscher Leichtathlet, der sich auf den Stabhochsprung spezialisiert hat. Zuvor war er einige Jahre Zehnkämpfer.

## Berufsweg
Blech studiert Psychologie an der Universität zu Köln.

## Sportliche Karriere
Torben Blech machte zunächst Acht- und Neunkampf und begann mit 14/15 Jahren mit dem Stabhochsprung, der ihm von Anfang an Spaß machte. Später war er einige Jahre Zehnkämpfer, doch Verletzungsprobleme ließen ihn nie in die absolute Spitze der Mehrkämpfer vordringen. So kehrte er 2019 zum Stabhochsprung zurück. Blech ist seit 2012 als Leistungssportler aktiv.
2016 wurde Blech Deutscher U23-Meister im Zehnkampf und Deutscher U23-Vizemeister mit der 4-mal-100-Meter-Staffel, mit der er auch Deutscher Vizemeister wurde.
2017 holte Blech bei den Deutschen U23-Meisterschaften den Titel mit der Staffel und Bronze im Stabhochsprung. Im Zehnkampf erreichte er bei den U23-Europameisterschaften den 9. Platz.
2018 bestritt Blech aus Verletzungsgründen keinen Zehnkampf. Mit dem Stab erreichte er bei den Deutschen Meisterschaften den 6. Platz.
2019 hatte Blech den Zehnkampf aufgegeben und startete im Stabhochsprung beim Season Opening in Leverkusen und dem Neujahrsspringen im Zeltpalast in Merzig gleich mit zwei persönlichen Hallenbestleistungen ins neue Jahr und steigerte sich beim 21. Internationalen Hallenmeeting in Chemnitz auf 5,55 m. In Leipzig wurde er Deutscher Hallenvizemeister. Bei der Sommer-Universiade in Neapel kam Blech mit persönlicher Bestleistung von 5,76 m auf den 2. Platz. Am 24. Juli erfüllte er beim Bayer Classics in Leverkusen mit 5,80 m die Norm für die Olympischen Spiele 2020 in Tokio. Seit Anfang des Jahres hatte Blech seine Bestleistung von 5,42 m (2018) auf 5,80 m gesteigert und führte mit Raphael Holzdeppe die deutsche Bestenliste an. Bei der Team-Europameisterschaft kam er mit der Mannschaft auf den 2. Platz. Bei den Weltmeisterschaften in Doha schied Blech als Elfter seiner Qualifikationsgruppe (Gesamtrang 23.) aus.
In der stark verkürzten Hallensaison 2021 wurde Blech Deutscher Hallenmeister, schied aber bei den Halleneuropameisterschaften mit übersprungenen 5,60 m bereits in der Qualifikation aus. 
Blech ist im Perspektivkader des DLV.

## Vereinszugehörigkeiten
Blech startet seit 2014 für den TSV Bayer 04 Leverkusen, zuvor war er bei der LG Kindelsberg Kreuztal und dem CVJM Siegen SG.

## Persönliche Bestleistungen
(Stand: 31. Januar 2021)

Halle
- Stabhochsprung: 5,86 m, Düsseldorf, 31. Januar 2021

Freiluft
- Stabhochsprung: 5,80 m, Leverkusen,  24. Juli 2019
- Zehnkampf: 7872 Punkte, Filderstadt, 11. Juni 2017

## Erfolge
national
- 2016: Deutscher U23-Meister (Zehnkampf)
- 2016: Deutscher U23-Vizemeister (4 × 100 m)
- 2016: Deutscher Vizemeister (4 × 100 m)
- 2017: Deutscher U23-Meister (4 × 100 m)
- 2017: 3. Platz Deutsche U23-Meisterschaften (Stabhochsprung)
- 2018: 6. Platz Deutsche Meisterschaften (Stabhochsprung)
- 2019: Deutscher Hallenvizemeister (Stabhochsprung)
- 2019: 3. Platz Deutsche Meisterschaften (Stabhochsprung)
- 2021: Deutscher Hallenmeister (Stabhochsprung)

international
- 2017: 9. Platz U23-Europameisterschaften (Zehnkampf)
- 2019: Silber Sommer-Universiade (Stabhochsprung)
- 2019: 2. Platz Team-Europameisterschaft (Mannschaft)
- 2019: 11. Platz Weltmeisterschaften (Stabhochsprung)